# Таен македонски революционен кръжок „Трайко Китанчев“
Тайният македонски революционен кръжок „Трайко Китанчев“ е българска младежка революционна организация, която съществува в Самоков от 1897 до 1900 година.

## История
Кръжокът е основан в 1897 година от група ученици в Самоковското железарско училище. След шумната Винишка афера съществуващата в училището социалистическа група е трансформирана от Гоце Делчев в македонски революционен кръжок под силното влияние на ВМОРО. От първоначалните 36 членове на органзацията само трима са от Македония, а останалите от Свободна България. Сред по-видните членове са Петър Юруков, Владимир Попов, Душо Желев, Никола Дечев, Петър Самарджиев, Велко Миков, Велин Алайков, Делчо Коцев, Тимо Ангелов, Тодор Иванов, Марин Георгиев и Никола Жеков. По-късно към кръжока се присъединяват и ученици от Самоковския американски протестантски колеж като Никола Дочев, Крум Дочев и Добри Даскалов.
Кръжокът подпомага нелегалната дейност на ВМОРО – набира революционери, събира средства, пренася оръжие към Македония и укрива и подпомага четници на ВМОРО. След разкрития на властите в 1900 година всички членове на организацията са изключени от Железарското училище и стават активни дейци на ВМОРО във вътрешността като войводи и секретари на чети.
Загинали членове на кръжока
| Име              | Родно място  | Дата на смърт     | Място на смърт |
| ---------------- | ------------ | ----------------- | -------------- |
| Тодор Иванов     | Видраре      | 20 юли 1900       | Робово         |
| Стефан Стойчев   | Карлово      | 4 февруари 1901   | Баялци         |
| Иван Цветков     | Долна баня   | 1902              | Чугунци        |
| Велко Миков      | Кула         | 8 април 1903      | Лески          |
| Марин Георгиев   | Стара Загора | 24 април 1903     | Лески          |
| Гоце Делчев      | Кукуш        | 4 май 1903        | Баница         |
| Тимо Ангелов     | Берковица    | 26 юли 1903       | Пловдив        |
| Иван Юруков      | Мехомия      | 15 септември 1903 | Мехомия        |
| Никола Дечев     | Стара Загора | 25 септември 1903 | Луково         |
| Петър Юруков     | Карлово      | 19 януари 1906    | Прилеп         |
| Петър Самарджиев | Неготино     | 21 юни 1906       | Клисура        |

## Списъци на първоначалните и следващите членове, на сражавалите се в борбите и на живите към 1934 година[6]
- „Спомени...“ с. 188
- „Спомени...“ с. 189
- „Спомени...“ с. 190